# Gun Ana
Gun Ana (turkiska: Gün Ana, kirgiziska: Күн Эне, Kazakh: Күн Ана, ungerska: Nap Anya, sakha: Күн Ий̃э, balkar: Кюн Ана, osmanska: گون آنا), var namnet på solgudinnan i den turkisk-mongoliska ursprungsreligionen, den ursprungliga tengriismen. 
Hon var dotter till himmelen och jorden och gift med månguden Ay Ata. Medan månguden lever i sjätte himlen lever solgudinnan i den sjunde himlen. Hon var värmens, livets och fruktbarhetens gudinnan och de lidandens beskyddare, särskilt de föräldralösa. Solstrålarna beskrivs som hennes förbindelselänk till jorden och människorna, till vilka människor vänder sig mot under bön.